# Prinț și cerșetor (film din 1920)
Prinț și cerșetor (în germană Prinz und Bettelknabe) este un film mut de aventuri austriac din 1920, regizat de Alexander Korda și cu Tibor Lubinszky, Albert Schreiber și Adolf Weisse în rolurile principale. Este bazat pe romanul lui Mark Twain din 1881, Prinț și cerșetor, despre un băiat sărac care face schimb cu Edward, Prinț de Wales, în Anglia din perioada Dinastiei Tudor.
Pentru prima dată, în acest film austriac, un copil actor, Tibor Lubinszky⁠(d) din Ungaria, care la unsprezece ani avea deja o carieră respectabilă în cinematografie, a fost distribuit să joace un rol dublu de protagonist.

## Distribuție
- Tibor Lubinszky – Prințul Edward / Tom Canty⁠(d)
- Albert Schreiber – regele Henric al VIII-lea
- Adolf Weisse – Lord Cancelar
- Franz Herterich – John Canty
- Franz Everth – Miles Herndon
- Wilhelm Schmidt – Hugh Herndon
- Ditta Ninjan – Lady Edith
- Lilly Lubin – Isabel

## Producție
Producătorul filmului, Alexander Kolowrat⁠(d), a vrut să refacă atmosfera de epocă cu costume epice italiene și s-a inspirat în special din două filme germane recente, Madame DuBarry⁠(d) (1919) și Anna Boleyn (1920) regizate de Ernst Lubitsch.
A fost primul film al lui Korda după ce și-a părăsit Ungaria natală pentru aa se muta în Austria unde a lucra pentru studiourile Sascha-Film. A fost prima colaborare a sa cu scenaristul Lajos Bíró, care a fost și el forțat să părăsească Ungaria. Ulterior, cei doi au lucrat împreună la alte douăzeci și trei de filme. Datorită muncii regizorilor Korda și Michael Curtiz, compania a ajuns să fie unul dintre cei mai de succes producători de film europeni în anii 1920-anii 1930.

## Recepție
Filmul a fost foarte bine primit la lansarea sa în Marea Britanie. Interpretarea de către Albert Schreiber a regelui Henric al VIII-lea a fost lăudată în special pentru evitarea bufoneriei asociate de obicei cu acest monarh.
Filmul a fost bine primit de critici și în Austria, Germania și Statele Unite ale Americii. Lansarea americană a filmului a fost amânată din cauza unei dispute legale cu o companie americană care plănuia de asemena o ecranizare cinematografică a romanului. După ce a fost lansat în cele din urmă în SUA, filmul lui Korda s-a dovedit a fi un mare succes.
Succesul financiar al filmului în America de Nord l-a făcut pe Korda să aibă ambiția de a regiza „filme internaționale” care să fie atractive pe piața globală, o strategie pe care a pus-o în aplicare mai târziu, când a lucrat în Marea Britanie, ceea ce a dus la succesul mondial al filmului său din 1933, Viața particulară a lui Henric al VIII-lea.